# Claude Simon (évêque)
Pour les articles homonymes, voir Simon et Claude Simon (homonymie).
Claude Simon, né à Semur-en-Auxois le 15 novembre 1744 et mort à Grenoble le 3 octobre 1825 est un évêque catholique français, évêque de Grenoble de 1802 à 1825.

## Biographie
Il restaura l'unité dans le diocèse après la Révolution française. En 1806, il rouvrit le Grand Séminaire dans l'ancien couvent des Minimes. 
C'est là qu'il ordonna prêtre le 13 août 1815 Jean-Marie Vianney, futur saint curé d'Ars. Le 19 août 1810, il consacra le cimetière Saint-Roch, en remplacement du précédent cimetière installé en 1800 sur les bords du Drac et jugé trop éloigné de la ville. En 1812, il ouvrit le Petit Séminaire installé sur le quai Perrière et qui déménagea en 1816 sur l'autre rive de l'Isère dans l'Hôtel de Franquières. Quelques mois après sa mort, cette institution du Petit Séminaire s'installait définitivement dans le quartier du Rondeau, où de nos jours ces locaux font partie du lycée Vaucanson.

## Armes
De sable chargé de 8 coquilles d'argent en orle, à l'écu d'or en abîme chargé de 36 croisettes recroisetées au pied fiché de sable.